# José María Semprún Gurrea
José María de Semprún Gurrea (1893 – Roma, 1966) va ser un polític, escriptor i diplomàtic espanyol. Era fill de Mariano de Semprún y Pombo i d'Asunción Gurrea y Muñoz, i nebot del diputat liberal Manuel de Semprún y Pombo.

## Biografia
Membre d'una família catòlica liberal, es doctorà en dret i va treballar primer com a professor auxiliar i després com a catedràtic de Filosofia del Dret en la Universitat de Madrid. Profundament catòlic, era proper al Moviment Esprit inspirat pel filòsof francès Emmanuel Mounier, i s'oposà activament a la dictadura de Primo de Rivera. Es casà amb Susana Maura Gamazo, filla d'Antoni Maura, duc de Maura, ex-president del Govern d'Espanya. Quan aquesta va morir el 1932 es va casar amb la institutriu suïssa que estava a càrrec dels seus fills.
Durant la guerra civil espanyola va ser governador civil de Toledo i Santander i després ambaixador de la Segona República Espanyola a la Haia. Va formar part, com a Ministre sense Cartera, de diversos Governs de la Segona República Espanyola en l'exili, els presidits per Álvaro de Albornoz, Félix Gordón Ordás i Emilio Herrera Linares, interrompent aquesta tasca la seva mort. Va morir a Roma en l'exili el 1966.
Amb Susana Maura va ser pare de set fills. Entre ells estan els escriptors Jorge Semprún (1923-2011) i Carlos Semprún (1926-2009), a més de Susana (1920), María Isabel (1921), Gonzalo (1922), Álvaro (1924) i Francisco (1928).

## Obres
- España, llamada a ser una república (1956)
- España en la encrucijada (1956)
- Una república para España (1961)